# كريستينا كيسلر
كريستينا كيسلر هي لاعبة هوكي الجليد كندية، ولدت في 28 مايو 1988 في ميسيساغا في كندا.